# John Knittel
Pour les articles homonymes, voir Knittel.
John Knittel est un écrivain suisse d'expression anglaise et allemande, né le 24 mars 1891 à Dharwad (Inde), mort le 26 avril 1970 à Maienfeld (canton des Grisons, Suisse).

## Biographie
John Knittel naît sous le nom d'état civil de Hermann Emanuel Knittel, d'un père pasteur missionnaire de Bâle aux Indes, originaire du Wurtemberg. 
Second d'une famille de neuf enfants, John Knittel ne parle dans ses premières années que le Kanara, dialecte indien de sa nourrice. Après l'installation de sa famille en Suisse en 1896, il étudie au lycée de Bâle où il apprend l'allemand, l'anglais, le latin et le grec, puis le français dans un lycée de la Suisse française où il a été envoyé. A 19 ans, il part à Londres et travaille dans une banque, puis publie son premier roman en 1919 en langue anglaise. Il s'intéresse au cinéma et fait entrer en Angleterre les premiers films américains. En 1922 il devient directeur d'un théâtre à Londres mais l'écrivain l'emporte rapidement sur l'homme de théâtre et de cinéma. 
Entre-temps, en 1915 à 24 ans, il se marie à une femme, Frances, qu'il surnommera Mutti Frances et avec qui il aura un fils et deux filles. 
Beaucoup de ses œuvres sont inspirées de ses nombreux voyages dans les pays du pourtour méditerranéen (Italie, Égypte, Maroc, Algérie). Soucieux du sort des populations analphabètes de ces pays, il fonde en Égypte l'Institut de psychologie orientale. Revenu plus tard en Suisse, les Alpes et les forêts suisses inspireront également ses ouvrages (Into the abyss — titre français ou allemand Thérèse Étienne — et Via Mala). Il a fréquenté de grands musiciens comme Richard Strauss ou Wilhelm Furtwängler.
Romain Rolland disait qu'il était « l'un des plus grands romanciers de notre époque ».

## Œuvres
- The Travels of Aaron West, 1919 (roman, (fr) Capitaine West, (de) Die Reisen des Aaron West, Kapitän West en 1922)
- The Torch, 1922 (pièce de théâtre)
- A Traveller in the night, 1924 (roman, (de) Der Weg durch die Nacht en 1926)
- Into the abyss, 1927 (roman, (fr) Thérèse Étienne, (de) Thérèse Etienne)
- Nile Gold, 1929 (roman, (fr) Le Basalte bleu, (de) Der blaue Basalt)
- Midnight People, 1930 (roman, Abd-el-Kader)
- Cyprus Wine, 1933 (roman, qui n'a pas de traduction en allemand)
- The Commander, 1933 (roman, (fr) Le Commandant, (de) Der Commandant)
- Via Mala, 1934 (roman qu'il adapte au théâtre en 1937, adapté au cinéma en 1945 et 1961, à la télévision en 1985)
- High Finance, 1934 (pièce de théâtre)
- Proktetarat, 1935 (adaptation au théâtre du roman Abd-el-Kader)
- Dr. Ibrahim, 1935 (roman, (fr) Le Docteur Ibrahim, (de) El Hakim en 1936)
- The asp and other stories, 1936 (nouvelles, (de) Die Aspis-Schlange und andere Erzählungen en 1942)
- Power for sale, 1939 ((fr) Amédée, (de) Amadeus en 1939)

Dans cet ouvrage, qui est la suite de Into the abyss (en français ou allemand, Thérèse Étienne), mention est faite du projet Atlantropa.
- Sokrates, 1941 (pièce de théâtre)
- La Rochelle, 1944 (pièce de théâtre)
- Terra Magna, 1948 (roman)
- Thérèse Etienne, 1950 (pièce de théâtre, adaptation de Into the abyss)
- Jean-Michel, 1953 (roman)
- Arietta, 1957 (roman, (de) Arietta. Marokkanische Episode en 1959)